# Ekityki
La Ekityki (en russe : Экитыки) ou Ekitiki ou Yakitiki (en russe : Якитики) est une rivière située en à l'est de la Sibérie, en Tchoukotka. D'une longueur d'environ 160 kilomètres, la rivière prend sa source sur les hauts-plateaux tchouktches et se jette dans le fleuve Amgouema dont elle est le principal affluent.

## Géographie
La Ekityki est une rivière située en Tchoukotka (Sibérie orientale). La Ekityki prend sa source sur les hauts-plateaux tchouktches. Elle se jette dans le fleuve Amgouema (kilomètre 130).
La longueur totale de la Ekityki est d'environ 160 kilomètres. La superficie de son bassin versant est de 10 300 km2.

## Hydrographie
La rivière Ekityki est l'affluent principal de l'Amgouema.

## Faune et flore
La région du bassin de la Ekityki a abrité des espèces préhistoriques aujourd'hui disparues. Des ossements de rhinocéros laineux ont ainsi été mises au jour par des équipes scientifiques durant la seconde moitié du XXe siècle.

## Activités humaines
La Ekityki est une rivière navigable.